# Aida (musical)
Aida es un musical en dos actos compuesto por Elton John, letras de Tim Rice y argumento de Linda Woolverton, Robert Falls y David Henry Hwang. Está basado en la ópera homónima de Giuseppe Verdi. El musical fue producido por Hyperion Theatrical junto con Disney Theatrical.
Elaborate Lives: The legend of Aida (Vidas elaboradas: La leyenda de Aida) tuvo su premier mundial en el Alliance Theatre en Atlanta, Georgia y se presentó desde el 16 de septiembre hasta el 9 de noviembre de 1988. Una nueva producción comenzó el 12 de noviembre de 1999 en el Cadillac Palace de Chicago. La producción de Broadway, llamada Elton John and Tim Rice's Aida (Aida de Elton John y Tim Rice), se mantuvo en cartel en el Palace Theatre entre el 23 de marzo de 2000 y el 4 de septiembre de 2004 con un total de 1852 funciones. También hubo una gira nacional y gran cantidad de producciones internacionales. Disney también cedió los derechos de la obra a varias producciones regionales. 

## La historia

### Acto I
En el ala egipcia de un museo moderno, una mujer y un hombre que visitan la exhibición, se miran a los ojos. Una estatua de Amneris, una faraona, cobra vida y nos transporta al antiguo Egipto ("Every Story is a love story"), donde Radames, capitán del ejército egipcio, está volviendo de una expedición a través de las tierras de Nubia, un país enemigo de Egipto ("Fortune Favors the brave"). Cuando sus soldados capturan un grupo de mujeres nubias, se siente cautivado por la aguerrida y majestuosa Aida, la única mujer que intenta resistir ("The past is another land"). Después de llegar a Egipto, Radames salva a Aida de morir en las minas y se la envía a su prometida, la princesa Amneris, como criada. 
El padre de Radames, el primer ministro Zoser, recibe a su hijo con la noticia de que el faraón se está muriendo, y que Radames debe prepararse para ser el siguiente faraón ("Another Pyramid").
Aunque Radames no lo sabe, su padre está envenenando al faraón para acelerar la ascensión de Radames al trono.
El sirviente de Radames, Mereb, es un joven nacido en Nubia que aprendió los trucos para sobrevivir en Egipto. Mientras lleva a Aida al palacio, la reconoce como la hija del rey de Nubia, a quien él sirvió durante sus días en ese país. Ella le ordena mantener su identidad en secreto, para que los egipcios no la maten ("How I know you"). Mereb lleva a Aida hasta Amneris, quien de inmediato la acepta como criada por sus conocimientos sobre telas. Aida percibe que el amor de la princesa por la moda es sólo una máscara para ocultar sus inseguridades ("My strongest suit").
En un banquete, el faraón les comunica a Amneris y Radames que su matrimonio será en siete días, dejando al capitán afligido porque sus días de explorador van a terminar ("Fortune favors the brave (Reprise)"). Aida y él comparten sus sueños ("Enchantment passing through").
Más tarde esa noche, Amneris se preocupa por la enfermedad de su padre, y encuentra en Aida alguien que la comprende y le da coraje ("My strongest suit" (Reprise)). Radames irrumpe en la recámara de su prometida y se roba un momento con Aida para demostrar su creciente atracción hacia ella. Aida es llevada por Mereb al campamento de la gente de Nubia, donde ella sucumbe a las plegarias de su gente para que los lidere ("Dance of the robe"). Cuando le implora a Radames que ayude a los de Nubia, él abre su corazón dándoles todas sus posesiones ("Not me") y declarándole su amor a Aida ("Elaborate lives"). Incapaz de controlar sus sentimientos por más tiempo, ella cae en sus brazos. Su felicidad es interrumpida por la noticia de que el ejército de Radames ha capturado al rey de Nubia y padre de Aida, Amonasro. Radames no puede contener a Aida y se va, dejándola muy angustiada. Aida corre a ver a su pueblo y les asegura que Nubia nunca va a morir ("The gods love Nubia").

### Acto II
Aida, Amneris y Radames están inmersos en sus conflictos de lealtad y sus emociones ("A step too far"). Aida y Mereb logran entrar en la celda de Amonasro, donde ella se reencuentra con su padre. Mereb tiene un plan para que el rey se escape durante el revuelo por la boda de Amneris. Para salvar a su padre y a su pueblo, Aida debe renunciar al hombre que ama ("Easy as life").
Mientras tanto, Zoser descubre la relación de Radames y Aida, y le advierte a su hijo que eso le puede costar el trono, pero Radames ya no comparte las ambiciones de su padre ("Like father, like son"). Después de una pelea con su hijo, Zoser ordena a sus hombres que encuentren a Aida y la maten.
En el campamento de Nubia, Aida recibe una nota en la que Radames se disculpa por la forma en la que actuó cuando se enteró de la captura de Amonasro ("Radames' letter"). Mientras los soldados egipcios llegan al campamento buscando a Aida, otra mujer de Nubia, Nehebka, se sacrifica para que la princesa viva.
Más decidida que nunca a dejar a Radames, Aida va a despedirse de él a pesar de las objeciones de Mereb ("How i know you" (Reprise)). Radames le informa a Aida que va a cancelar la boda. Aida sabe que eso arruniaría la posibilidad que su padre tiene para escapar y le dice que tiene que continuar con la boda ("Written in the stars"). Radames acepta, con la condición de que ella se escape en un bote que él le va a dar. Los desdichados amantes se despiden, pero Amneris escucha toda la conversación, y trata de aceptar el hecho de que su matrimonio es una mentira ("I know the truth").
La noticia de la huida de Amonasro interrumpe la boda de Amneris. Radames se entera de la verdadera identidad de Aida porque llega al puerto cuando ella está por subir al bote que él le consiguió con su padre. En el medio del caos, Zoser hiere a Mereb y Radames hace posible la huida de Amonasro. Luego él y Aida son arrestados por traición. En el juicio, el faraón los sentencia a ser quemados vivos. Amneris representa su rol de futura faraona y convence a su padre de que los amantes mueran en la misma tumba, como un acto de piedad hacia dos personas que ella aprendió a amar. A punto de morir, Aida busca fuerza en Radames ("Elaborate lives" (Reprise)). Mientras son privados lentamente de luz y aire, Radames le jura a Aida que va a buscarla en un millón de vidas hasta volver a encontrarla.
De vuelta en el museo contemporáneo, el espíritu de Amneris observa como la mujer y el hombre se acercan, se miran, se reconocen aunque es la primera vez que se ven. Son las reencarnaciones de Aida y Radames, buscando un nuevo comienzo ("Every story is a love story" (Reprise)).

## Elenco original
En el elenco original de la producción, Heather Headley interpretó el personaje de Aida, junto con Adam Pascal como Radames.
Sherie René Scott, quien estuvo en el proyecto desde su primera puesta en escena, continuó en el rol de Amneris.
El elenco también incluía a Tyrees Allen (Amonasro), John Hickok (Zoser), Daniel Oreskes (Pharaoh), Damian Perkins (Mereb) and Schele Williams (Nehebka).
Uno de los miembros del ensamble original fue Corinne McFadden, quien luego seriá ayudante de coreografía en Wicked y el revival de 2005 de Sweet Charity. También actuó en esas dos producciones.
Pascal volvió al elenco de Broadway como Radames el 28 de junio de 2004 y siguió en el show hasta su última función, el 5 de septiembre del mismo año.

## Canciones
| Acto I - "Every story is a love story" - Amneris (Cada historia es una historia de amor) - "Fortune favors the brave" - Radames y los soldados (La fortuna favorece a los valientes) - "The past is another land" - Aida (El pasado es otra tierra) - "Another pyramid" - Zoser y los ministros (Otra pirámide) - "How I know you" - Mereb y Aida (Cómo te conozco) - "My strongest suit" - Amneris y las mujeres del palacio (Mi traje más fuerte) - "Fortune favors the brave" (Reprise) - Radames (La fortuna favorece a los valientes (Repetición) - "Enchantment passing through" - Aida y Radames (Hechizo pasando) - "Dance of the robe" - Aida, Nehebka y los esclavos de Nubia (Danza de la túnica) - "Elaborate lives" - Radames y Aida (Vidas elaboradas) - "The gods love Nubia" - Aida, Nehebka y los esclavos de Nubia (Los dioses aman a Nubia) | Acto II - "A step too far" - Amneris, Radames y Aida (Un paso demasiado lejos) - "Easy as life" - Aida (Fácil como la vida) - "Like father, like son" - Zoser, Radames y los ministros (De tal palo, tal astilla/ El hijo es igual al padre) - "Radames' letter" - Radames (La carta de Radames) - "How i know you" (Reprise) - Mereb (Cómo te conozco (Repetición)) - "Written in the stars" - Aida y Radames (Escrito en las estrellas) - "I know the truth" - Amneris (Sé la verdad) - "Elaborate lives" (Reprise) - Aida y Radames (Vidas elaboradas (Repetición)) - "Enchantment passing through" (Reprise) - Aida y Radames (Hechizo pasando (repetición)) - "Every story is a love story" (Reprise) - Amneris (Cada historia es una historia de amor (repetición)) |

## Estilo
Dentro de las canciones que compuso Elton John, podemos encontrar ritmos muy diferentes. "Another Pyramid" es un número de reggae moderno; "My strongest suit" se basa en el Motown, "The gods love Nubia" se acerca al góspel. Hay canciones como "Not me", "Elaborate lives", "A step too far", "Written in the stars", que reflejan el estilo pop de Elton John.
También hay una fuerte influencia de la música africana. Estos estilos se usan sin prestar mucha atención a la autenticidad historia, ya que son una mezcla de influencias africanas (principalmente del oeste de África), indias y del medio oriente. Probablemente se podría hacer un paralelo con El rey león, otro musical de Elton John con fuertes elementos étnicos

## Grabaciones
Se pueden conseguir dos grabaciones de Aida:
- Elton John and Tim Rice's Aida: Original Broadway Cast recording fue lanzada en 2000 y es una grabación de elenco convencional, que incluye los 21 números musicales de Broadway.

- Elton John and Tim Rice's Aida, también conocido como "el álbum piloto", fue lanzado en 1999, antes de la producción teatral, y presenta a Elton cantando las canciones con un gran número de estrellas pop.

## Premios y nominaciones
- Elton John y Tim Rice: Mejor música de un musical nuevo (Premio Tony), Mejor álbum de un musical (Premio Grammy)
- Heather Headley: Mejor actriz en un musical (Premio Tony), actriz extraordinaria en un musical (Premio Drama Desk)
- Bob Crowley: Mejor diseño de escenografía (Premio Tony)
- Natasha Katz: Mejor diseño de iluminación

También el vestuario a cargo de Bob Crowley recibió una nominación al Premio Tony.

## Película potencial
Disney compró los derechos de una versión de la ópera de Giuseppe Verdi en forma de cuento infantil que escribió Leontyne Price en 1990 para una película animada. El libro contenía ilustraciones hechas por Leo y Diane Dillon. El desarrollo del film fue postergado y se convirtió en la fuente de inspiración de la versión de Broadway.
Seguido al éxito de la versión teatral, Disney comenzó la planificación de una película de acción real. En julio del 2007 se reportó que Beyoncé estaba en conversaciones para interpretar el papel principal, junto a Christina Aguilera como Amneris. Sin embargo, no hubo más reportes que confirmaran la producción de tal adaptación.